# Pietro IV Candiano
Pietro IV Candiano (... – Venezia, 11 agosto 976) è stato un politico italiano, 22º doge del Ducato di Venezia dal 959 circa fino alla sua morte.

## Biografia

### I primi anni e l'esilio
Figlio del predecessore Pietro III Candiano, entrò in politica quando il padre se lo associò al governo su "suggerimento" del popolo. Questo doveva essere avvenuto prima del marzo 958: in quell'anno, infatti, i due concorsero alla concessione di alcune saline.
Negli ultimi anni del dogato entrò in conflitto con il padre, probabilmente perché stava cedendo alle lusinghe provenienti dal re d'Italia Berengario II, inteso ad espandere la propria influenza sullo Stato Pontificio e a resistere alle pressioni del re dei Franchi Orientali Ottone I. Pietro III, al contrario, pur mantenendo forti interessi in terraferma, preferiva una politica più neutrale, vista l'incertezza della situazione.
Gli attriti sfociarono ben presto in una vera e propria ribellione ma, grazie al sostegno offerto dal popolo al vecchio doge, essa fu un fallimento. Pietro IV venne arrestato e solo l'intercessione di suo padre gli risparmiò l'esecuzione; venne comunque condannato all'esilio e il giovane Candiano si rifugiò, com'era prevedibile, presso Berengario.
In questo periodo non fu soltanto un ospite del sovrano, ma gli garantì anche il suo appoggio militare combattendo contro il duca di Spoleto e marchese di Camerino, Tebaldo II. In seguito, sempre su ordine di Berengario, partì da Ravenna con sei navi e catturò sette imbarcazioni veneziane che sostavano presso il Po di Primaro.

### La nomina a doge e i primi provvedimenti
Questa politica aggressiva del Regnum nei confronti del Ducato, probabilmente, gettò le basi per il ritorno di Pietro IV e la sua nomina a doge, avvenuta nel 959 dopo la morte del padre. Pur essendo stato accolto con tutti gli onori, erano passati solo due mesi e mezzo dal suo esilio e quindi egli preferì tutelare il proprio potere imponendo al governo un giuramento di fedeltà, consuetudine sconosciuta a Venezia e forse importata proprio dalla terraferma.
Successivamente volle mettere mano ai rapporti con Bisanzio, bruscamente interrotti ai tempi di suo padre. A questo scopo redasse con il patriarca di Grado Bono e altri maggiorenti una constitutio, con cui ribadiva il legame con l'Impero d'Oriente, ma al contempo affermava il potere e l'autonomia ducale (giugno 960).
La constitutio, infatti, rinnovava quanto decretato a suo tempo dal doge Orso sul divieto di commerciare schiavi, in particolare per quanto riguardava uomini dei territori bizantini. Inoltre, impediva ai Veneti di trasportare la corrispondenza inviata dal Regno d'Italia, dalla Baviera e dalla Sassonia verso Bisanzio; in questa maniera venivano tutelati i Veneziani che, loro malgrado, recassero delle epistole dal contenuto offensivo. Ma, d'altro canto, la tratta degli schiavi era permessa «pro causa palatii» e, per quanto riguarda la corrispondenza, era prevista una deroga per il doge, che aveva la facoltà di inoltrarla a sua discrezione.

### I rapporti con ilRegnum
Risolta così la questione bizantina, il Candiano si rivolse allora al Regnum. Ripudiò sua moglie Giovanna e la obbligò a chiudersi nel monastero di San Zaccaria e così fece con il figlio Vitale, che costrinse allo stato ecclesiastico (sarebbe poi diventato patriarca di Grado); sposò quindi Waldrada, esponente di una delle più prestigiose famiglie italiche, essendo figlia del marchese di Toscana Uberto e di Willa, cugina della moglie di Ottone I. Il matrimonio recò al doge una dote non indifferente, sia in termini di beni immobili che mobili; ma, soprattutto, gli servì per arruolare milizie nel regno d'Italia per poter difendere i propri possedimenti in terraferma (e anche, evidentemente, per poter tutelare sé stesso in patria).
A questo punto ebbe maggiore libertà di azione nel Regnum e organizzò delle campagne contro quanti potessero minacciare i traffici veneziani nell'entroterra. In particolare sottomise Ferrara che, grazie alla decadenza della vicina Comacchio, stava emergendo come centro commerciale dell'area padana, e distrusse Oderzo, la quale controllava le vie dirette al nord Europa.
Secondo la gran parte degli storici, con queste mosse Pietro IV assicurò il proprio sostegno a Ottone I che, dopo aver estromesso Berengario II assumendo le redini del Sacro Romano Impero, stava fronteggiando la resistenza dell'ex sovrano e dei suoi alleati. Non sarebbe un caso, quindi, se il 26 agosto 963 Ottone confermava alla badessa di San Zaccaria, Giovanna (prima moglie del Candiano?), alcuni beni nella zona di Monselice, o se il 2 dicembre 967 veniva rinnovato l'antico Pactum Lotharii tra il Ducato e il Regnum; o, ancora, se Vitale, detto Ugo Candiano, fratello del doge, veniva investito del comitato di Padova.
Carlo Guido Mor, tuttavia, non condivide questa interpretazione. Ricorda, infatti, come il suocero del Candiano, il marchese Uberto, fosse nemico di Ottone, e come lo stesso doge avesse sin dagli inizi militato nella fazione di Berengario. In aggiunta, nota come i privilegi di cui si è appena parlato furono concessi ai parenti con cui Pietro era in conflitto (l'ex moglie Giovanna e il figlio - non il fratello - Vitale). Infine, alcuni provvedimenti di Ottone sembrano favorire delle personalità con cui Venezia intratteneva cattivi rapporti: si citano il vescovo di Belluno Giovanni, che ebbe benefici proprio a Oderzo, e quello di Padova, il quale, confinando con il ducato, ebbe il permesso di erigere «castella cum turris et propugnaculis». Solo successivamente, di fronte al crollo del partito berengariano (tra il 965 e il 966) e alla caduta di Bisanzio in Sicilia (965), il Candiano fu costretto a scendere a patti con Ottone; il rinnovo del Pactum va letto nell'ottica di questa alleanza, così come il successivo riconoscimento della metropolia di Grado a scapito di Aquileia (sinodo di Roma del 967-968).
Non è facile dire quale delle due ipotesi sia più plausibile, sia a causa dell'assenza di riferimenti cronologici (per quanto riguarda il secondo matrimonio, le guerre contro Ferrara e Oderzo, la riappacificazione tra Uberto e Ottone), sia per le incertezze nell'identificazione dei vari personaggi (vedi Vitale Candiano, o la badessa Giovanna).
In ogni caso, quando Ottone I scese per l'ultima volta in Italia (966-972), il Candiano non riuscì a conservare la sua posizione di favore nei confronti del Regnum: il Pactum rinnovato nel 967 vide un netto ridimensionamento delle concessioni ai Veneziani. Fu infatti introdotto il regime della "quadragesima" (in sostanza un inasprimento delle imposte sulle merci), mentre i diritti di pascolo e legnatico rimasero i medesimi senza un miglioramento delle condizioni. Inoltre, aspetto non secondario, si assistette a un ridimensionamento del territorio del Ducato: esso perdeva Brondolo e Fossone, due importanti centri dell'industria salina, per di più collocati lungo le vie fluviali del Brenta e dell'Adige; in aggiunta, scomparivano i confini a nord di Cittanova, da dove partivano le vie dirette al Nordeuropa, cosa che provocherà, nei decenni futuri, degli aspri scontri con il bellicoso vescovo di Belluno, Giovanni.
Unico risvolto davvero positivo furono i risultati del sinodo di Roma, che riconobbe il ruolo di metropolia alla Chiesa di Grado (al cui vertice sedeva, come è stato visto, il figlio del Candiano), chiudendo, almeno per il momento, l'annosa disputa con il patriarcato di Aquileia. La sentenza fu in qualche modo riconosciuta anche da Ottone, che il 2 gennaio 968 concedeva un privilegio al patriarcato gradense.
Risulta evidente, ad ogni modo, come il Candiano avesse ormai perso ogni iniziativa politica nei confronti di Ottone e che l'intero Ducato stesse pagando l'alleanza con l'Impero a un prezzo altissimo. Vero è che questa politica permise a Venezia di mantenere rapporti sempre ottimi con l'Impero per tutta la durata del dogado.

### La crescita del malcontento
Sul fronte interno, d'altro canto, le cose non procedevano serenamente. La politica estera del doge era costata gravi sacrifici a Venezia e per questo non era da tutti condivisa, così come non erano visti di buon occhio i favoritismi nei confronti dei famigliari. Significativo quanto traspare dalla cronaca di Giovanni Diacono, in cui il Candiano è ricordato per l'«audacia» con cui opprimeva i sudditi «virtutis rigore plus solito».
Nel 971 il Ducato obbedì al divieto da parte di Bisanzio, impegnato contro i Fatimidi, di commerciare materiale bellico con gli Arabi, pena l'incendio delle navi veneziane con gli uomini e le merci trasportate. L'ingiunzione fu espressa non sotto forma di constitutio, ma di promissio dell'assemblea nei confronti del doge; di fatto, il doge accettava unilateralmente le imposizioni bizantine, quindi impegnava il governo ad obbedire ad esse, probabilmente sotto la minaccia di ritorsioni violente. Questo avvenimento, che oltretutto minava gli interessi economici di Venezia, aumentò l'insofferenza nei confronti del Candiano, che si ritrovò sempre più isolato. Vani furono i tentativi di Ottone I e di suo figlio Ottone II di rafforzare ulteriormente la famiglia del doge, concedendo a Vitale Candiano Veneticus (forse lo stesso fratello del doge che era già conte di Padova, oppure l'omonimo futuro doge) il caposaldo commerciale di Isola d'Istria (972) e confermando beni e giurisdizioni al patriarca Vitale (974).

### La morte
Alla fine i Veneziani decisero di organizzare una rivolta. A nulla servirono le sue guardie del corpo: il palazzo ducale fu incendiato e il doge, costretto ad uscire, venne intercettato da alcuni maiores (fra cui certi suoi parenti) e trucidato assieme al figlioletto Pietro, che aveva avuto da Waldrada. I loro corpi, inizialmente destinati al mattatoio, furono pietosamente ricomposti da Giovanni Gradenigo e sepolti nell'abbazia di Sant'Ilario (nei cui dintorni, pare, si estendessero alcune proprietà del Candiano).
L'incendio appiccato al palazzo si estese poi ai dintorni e distrusse trecento abitazioni, nonché le chiese di San Marco, San Teodoro e Santa Maria Zobenigo. La vedova Waldrada, presi alcuni accordi economici con il successore Pietro I Orseolo, lasciò Venezia e non vi fece più ritorno.
Negli anni successivi altre personalità legate al Candiano sedettero ai vertici del Ducato: sono Vitale Candiano, la cui parentela non è chiara, e Tribuno Memmo, suo genero, dogi rispettivamente nel 978-979 e nel 979-992. Si tratta, in ogni caso, di figure molto marginali, privi di una politica propria e in balia delle fazioni, che dilaniarono Venezia finché non emerse il grande Pietro II Orseolo.